# Ел Хализал (Компостела)
Ел Хализал (шп. El Jalizal) насеље је у Мексику у савезној држави Најарит у општини Компостела. Насеље се налази на надморској висини од 725 м.

## Становништво
Према подацима из 2010. године у насељу су живела 2 становника.

### Хронологија
| Година       | 2000           | 2005       | 2010 |
| ------------ | -------------- | ---------- | ---- |
| Становништво | 213 (123 / 90) | 10 (4 / 6) | 2    |

### Попис
| # | Индикатор                     | Вредност |
| - | ----------------------------- | -------- |
| 1 | Укупно домаћинстава           | 7        |
| 2 | Укупно насељених домаћинстава | 1        |
| 3 | Величина локације             | 1        |